# Papuadytes interruptus
Papuadytes interruptus is een keversoort uit de familie waterroofkevers (Dytiscidae). De wetenschappelijke naam van de soort is voor het eerst geldig gepubliceerd in 1864 door Perroud & Montrouzier.